# Feldespatoide
Els feldespatoides o foides són una família de minerals tectosilicats formadors de roques. En aquesta família hi ha aluminosilicats de sodi, potassi o calci i també una mica de sílice. Entre els minerals que conformen la família hi ha variacions estructurals variables, per tant no és un grup mineral real. Els feldespatoides prenen el lloc als feldespats en aquelles roques ígnies infrasaturades en sílice o en aquelles que contenen més alcalins o alumini del que pot ser utilitzat per a la formació de feldespats. Els feldespatoides sovint es troben amb feldespats, amb amfíbols, olivina o piroxens, i mai amb quars o altres polimorfs de sílice.

## Minerals feldespatoides
| Grup de la Cancrinita | Fórmula                                          |
| Afghanita             | (Na,K)22Ca10(Si24Al24O96)(SO₄)₆Cl₆               |
| Alloriïta             | (Na,Ca,K)26Ca₄(Al₆Si₆O24)₄(SO₄)₆Cl₆              |
| Balliranoïta          | (Na,K)₆Ca₂(Si₆Al₆O24)Cl₂(CO₃)                    |
| Biachellaïta          | (Na,Ca,K)₈(Al₆Si6O24)(SO₄)₂(OH)0.5·H₂O           |
| Bystrita              | (Na,K)₇Ca(Al₆Si₆O24)(S₃)1.5·H₂O                  |
| Cancrinita            | (Na,Ca,☐)₈(Al6Si6O24)(CO3,SO4)₂·2H₂O             |
| Cancrisilita          | Na7(Al₅Si7O₂₄)(CO₃)·3H₂O                         |
| Davyna                | (Na,K)₆Ca₂(Al₆Si₆O₂₄)(Cl₂,SO₄)₂                  |
| Depmeierita           | Na8(Al₆Si₆O₂₄)(PO₄,CO₃)1-x·3H₂O (x<0.5)          |
| Franzinita            | (Na,K)₆Ca₂(Al₆Si₆O₂₄)(SO₄)₂·0.5H₂O               |
| Giuseppettita         | (Na,K,Ca)7-8(Al₆Si₆O₂₄)(SO₄,Cl)1-2               |
| Hidroxicancrinita     | Na₈(Al₆Si₆O₂₄)(OH)₂·2H₂O                         |
| Kircherita            | Na₅Ca₂K(Al₆Si₆O₂₄)(SO₄)₂·0.33H₂O                 |
| Cianoxalita           | Na₇(Al₆-xSi₆+xO₂₄)(C₂O₄)0.5+x·5H₂O (0 < x < 0.5) |
| Liottita              | (Na,K)16Ca₈(Al₆Si₆O₂₄)₃(SO₄)₅Cl₄                 |
| Marinallita           | (Na,K)₄₂Ca₆(Al₆Si₆O₂₄)₆(SO₄)₈Cl₂·3H₂O            |
| Microsommita          | Na₄K₂Ca₂(Al₆Si₆O₂₄)(SO₄)Cl₂                      |
| Pitiglianoïta         | Na₆K₂(Al₆Si₆O₂₄)(SO₄)·2H₂O                       |
| Quadridavyna          | (Na,K)₆Ca₂(Al₆Si₆O₂₄)Cl₄                         |
| Sacrofanita           | (Na61K19Ca₃₂)(Si84Al84O₃₃₆)(SO₄)₂₆Cl₂F₆·2H₂O     |
| Sulfhidrilbystrita    | Na₅K₂Ca[Al₆Si₆O₂₄](S₅)₂(SH)                      |
| Tounkita              | (Na,Ca,K)₈(Al₆Si₆O₂₄)(SO₄)₂Cl·H₂O                |
| Vishnevita            | (Na,K)₈(Al₆Si₆O₂₄)(SO₄,CO₃)·2H₂O                 |
| Carnegieita           | NaAlSiO₄                                         |
| Kalsilita             | KAlSiO₄                                          |
| Leucita               | K(AlSi₂O₆)                                       |
| Nefelina              | (Na,K)AlSiO₄                                     |
| Grup de la sodalita   | Fórmula                                          |
| Haüyna                | (Na,K)₃(Ca,Na)(Al₃Si₃O1₂)(SO₄,S,Cl)              |
| Lazurita              | Na₆Ca₂(Al₆Si₆O₂₄)(SO₄,S,S₂, S₃,Cl,OH)₂           |
| Noseana               | Na₈(Al₆Si₆O₂₄)(SO₄)·H₂O                          |
| Sodalita              | Na₈(Al₆Si₆O₂₄)Cl₂                                |
| Tsaregorodtsevita     | (N(CH₃)₄)(AlSi₅O₁₂)                              |
| Vladimirivanovita     | Na₆Ca₂(Al₆Si₆O₂₄)(SO₄,S₃,S₂,Cl)₂·H₂O             |
| Trinaphelina          | NaAlSiO₄                                         |